# 81Keys
《81Keys》（81Keys：The Key of Destiny）是一款由華義國際自製的西方中古世紀輕奇幻（Light Fantasy）風格的線上角色扮演遊戲，遊戲以全3D方式呈現。
遊戲中有獨特的「神鑰系統」，透過神鑰的養成及不同神鑰的搭配使用，同一種族職業也會走出完全不同的路線，並有很大量的任務及怪物鑰匙收集等系統，玩法多樣化。台灣是最後一個營運地區並已於2013年10月14日結束服務。
華義國際於2016年下半年宣佈將可能於2017年末或2018年重推81keys，並加入AR/VR元素。

## 故事背景
以蓋亞女神在創世之後，留下了81把神鑰為開端，由人類、瓦塔、露露安塔、詠夜、海族等5大種族一起展開的冒險傳說。

## 種族

### 人類
男性身高約170～180公分，平均年齡70歲；女性約160～170公分，平均年齡80歲。
人類是三個種族中適應力最強且最具野心的種族。在戰爭需求的刺激下，使得人類的金屬工藝技術大幅提升。人類以迅捷靈巧的戰法著稱，與生俱來的創造力也優於他種族，而其心思也最細膩複雜，難以預測。

### 瓦塔
男性身高約210～220公分，平均年齡100歲；女性約180～190公分，平均年齡110歲。
瓦塔的膚色以小麥色居多；瓦塔族會在身體和臉上刺青，刺上動物的圖形，如牛、隼、熊，甚至是龍等生物符紋，希望牠們的魂魄能憑依在身上，增加自己的力量。

### 露露安塔
男性身高約90公分；女性約80公分，平均年齡皆不明。他們有一對可愛的毛毛耳朵與短短的毛毛尾巴，男性的露露安塔耳朵會微微向上翹；女性則為向下。
露露安塔身材矮小，乍看下就像人類孩童，但男性的露露安塔並不像人類男性會因年齡增加而長出大量鬍子。
儘管手腳短小，但對於調配藥劑與施展魔法意外的靈巧。

### 詠夜
男性身高約190～200公分；女性約170～180公分。身高比瓦塔略矮，體態卻比人類纖細。詠夜的生理機能較特殊，當他們成長到20歲左右就不再老化，所以很難從外貌判別一個詠夜族的年齡。詠夜族的膚色以灰白色為主。
詠夜只要不受到外力或疾病的影響，幾乎可說是長生不老，歷史對他們而言就只像是過去的回憶，但也因此對於情感的來去顯得格外冷漠。詠夜族並不依賴自己的肉體進行戰鬥，認為這種方式太野蠻，他們會使用闇黑法術與鍊金術使對手衰弱與死亡，自己則在後方觀賞這場有趣的鬧劇。

### 海族
其實是指海洋族群中的多爾芬一族，還有特朵族、鯊克族和塔可族三族，其中多爾芬一族的文化發展最高，所以一般所指的海族即為多爾芬一族為代表。海族在外表上最大的特徵是藍色的皮膚、尖尖的耳朵以及如魚般的尾鰭，是與一般的種族外型較不同的。男性身高約160公分、女性150公分。平均年齡大約70~80歲之間。
海族的人民多活動於海上，長年與浪淘洶湧的大海進行搏鬥，也因為在驚濤駭浪中求生存他們被訓練出靈巧的身手與超人的反應，擅長近身刺殺與精準的遠距離射擊。在大海的世界中，唯有勝利才能得到生存的權利，所以海族行事往往給人不擇手段的感覺，他們就在外界不了解的狀況下，被冠以海盜之名。職業發展可分為刺客和弩箭手，其中最為人所知的就是隱匿身行與毒藥調配的能力。

## 職業

### 人類

#### 初始職業
- 戰士：「戰士」是人類初始職業，他們可以裝備劍、盾與對手進行一對一戰鬥，也可以裝備長槍使用範圍性的技能攻擊。

#### 一轉職業
- 劍士：劍士有著強大防禦力，也是唯一可使用盾牌的職業，在戰鬥中可掩護隊友避免敵人的襲擊，來維持隊伍的穩定性。
- 槍兵：槍兵為隊伍中的攻擊手，擅於使用範圍攻擊技能。

#### 二轉職業
- 聖殿騎士：聖殿騎士具有聖潔的信仰及熟練的作戰技能，他們一方面以堅強的盾阻擋魔法攻擊，再以利劍刺向任何阻擋在前方的敵人。在全部職業中，聖殿騎士可說是具有最好的魔法抗性，他們堅貞勇敢，誓死保衛同伴，可以用自身生命抵擋敵人對於隊友的攻擊，並可以利用堅定的信仰為同伴祈禱，讓同伴回復部分的生命力，再面對邪惡敵人的魔法攻擊時，聖殿騎士絕對是隊伍中的不可或缺的角色。
- 舞劍士：舞劍士是力與美結合的職業，他們手持雙劍斬向敵人，在雙手連擊的效果讓舞劍士發揮出比劍士更高的攻擊力，他們還可以在隊伍中展開獨特的「劍舞」技能，在劍舞發動下，隊伍中的伙伴都會感受到一股充滿鬥氣的暖流，使伙伴戰無不勝，攻無不克！
- 龍騎士：龍騎士馴服遠古聖獸「龍」，並以龍為坐騎，他們與龍訂下生命的誓約，讓這種桀傲不屈的生物為他們所用，在龍的幫助下，龍騎士們發揮出強大的攻擊力及機動力，馳騁沙場，所向無敵。也由於騎龍攻擊是龍騎士最大的特色，所以他們的部分技能必須在龍背上才能有所發揮。
- 魔鎧戰將：魔鎧戰將們與自然界的元素精靈定下契約，讓元素的精靈在他們身上形成魔法鎧甲，不同元素的魔法鎧甲各有不同的發揮特性，地鎧甲強化防禦力高，水鎧甲會散發凍氣傷害周遭敵人，火鎧甲燃燒著烈焰灼燒來犯敵人，風鎧甲會以旋風之力保護其主人，有著具有元素之力的魔法鎧甲保護，讓魔鎧戰將攻守俱佳，絕對不容小覬。

### 瓦塔

#### 初始職業
- 野蠻戰士：「野蠻戰士」是瓦塔初始職業，在一開始可以選擇雙手巨劍、巨斧、巨鎚及四角棍等武器使用，且在初期時就比其他種族有更多的血量，還同時能擁有攻擊與輔助的技能。

#### 一轉職業
- 鬥士：鬥士擅於近戰格鬥，擁有超高耐力與防禦力，在團隊中是最佳的前鋒角色。
- 薩滿：薩滿為輔助系，擁有能提高隊伍成員間的血量恢復率、攻擊力與防禦力等技能。

#### 二轉職業
- 狂戰士：狂戰士人如其名，在所有職業中以具有最強物理攻擊力著稱，他們以渾身充滿勁力的肌肉揮舞著巨大的武器衝向敵人，令人畏懼的狂戰之力所到之處無堅不摧！在瓦塔族中唯有最頂尖的勇士才能成為狂戰士，他們崇拜遠古的瓦塔祖靈，狂戰士可藉由祖靈的庇佑幻化為傳說中「戰神」型態，但至今無人親眼看過狂戰士的戰神型態，因為在戰場上見識過「戰神」威力的敵人，皆已不在世上。
- 鋼鐵勇士：鋼鐵勇士號稱最強護衛，他們身披戰甲，靠著不停的肉體鍛鍊，而擁有鐵一般的身軀及驚人的耐力，總是站在隊伍的最前方護衛著同伴，在所有職業中以具有最高的物理防禦力著稱。也因為他們超強的守護力，可以在隊伍中持續護衛著伙伴，要擊倒他們可不是一件容易的事！
- 魔龍幻者：在懂得向大自然學習並充分利用大自然力量的薩滿當中，有一群精通變形魔法的菁英份子，他們學會改變自身的外型幻化成為「魔龍」型態，世人稱呼他們為「魔龍幻者」。幻龍師們的魔龍型態區分為注重防禦力的「鎧龍」，和專精於攻擊力的「刺龍」，攻守相輔加上自然界的力量，魔龍幻者的魔法讓原本不善戰鬥的薩滿，也晉升為戰鬥高手之列。

### 露露安塔

#### 初始職業
- 學者：「學者」是露露安塔基本職業，在一開始可以選擇法力高的長杖，或是攻擊稍高的單手錘，在初期時同時能擁有攻擊與輔助魔法的技能，使得在戰鬥中更順利，但要注意自己剩餘的魔力值，玩家必須在這時期好好考慮未來的發展類型，再決定要學習哪種技能。

#### 一轉職業
- 元素使：元素使能自由的掌握地、水、火、風、念的力量，元素使可利用元素之力來造成毀滅性的傷害，是戰鬥時具有遠距離傷害輸出的強力角色。
- 牧師：牧師是最強大的治療職業，他具有解詛咒、解毒、體力恢復、復活等可持續隊友戰鬥能力的技能，儘管不一定在第一線奮勇殺敵，仍然是戰鬥中的重要支援。

#### 二轉職業
- 元素導師：元素使擅長與元素的精靈溝通，而當他們與元素精靈之王-元靈定下魔法之契約後，他們就進化成為可以召喚終極元素之力的「元素導師」。魔力強大的元素導師們，可以結合多重元素構成混合法術，他們召喚雷擊、暴雪、隕石等元素之力，攻擊力之強所向披靡，而當他們召喚出元素精靈之王-元靈時，他們的魔力將達到顛峰，在元靈的庇佑下，他們甚至可以大增加吟頌的速度，當敵人在戰場上看到背後附著元靈的元素導師時，硬碰硬可不是好的抉擇喔！
- 神聖祭司：神聖祭司是牧師的加強版職業，他們以神的僕人自居，繼承著牧師系職業的聖潔信仰力量，借用神的力量幫助隊友回復活力，解除痛苦。當牧師進化為神聖祭司後，施展治癒的力量將可以由單一隊友擴展至複數以上的隊友，更可以在短時間內幫助隊友回復活力！在衝鋒陷陣時，如果隊伍中可以獲得神聖祭司的加持，將更能攻無不克，戰無不勝！
- 聖堂武者：聖堂武者是一個的矛盾的存在，曾經是慈祥牧師的他們，在經過與隊友的一番奮戰後，以暴制暴的入世哲理漸漸取代以和止戰的出世理想，這群牧師們開始反向的積極鍛鍊肉體戰力，終於將鬥氣及信仰融合為一的他們成為了恐怖的肉身兵器-聖堂武者。在面對敵人時，聖堂武者可以以自我的魔力換取敵人的生命值，利落了得的拳腳功夫讓他們在戰場上變成可怕的致命凶器，他們更可藉由精神及肉體的極致鍛鍊，完全無視對手防禦的給予致命一擊，或是將鬥氣直接灌入肉體，使其原本矮小的身軀巨大化，戰鬥力也瞬間提升！致命就是這群技藝高強的聖堂武者們最佳代名詞。

### 詠夜

#### 初始職業
- 術士：「術士」是詠夜族的基本職業，在一開始可以選擇攻擊性質的單手突刺劍或，或是麻痺擊性質的護身短刃，在初期時同時能擁有攻擊與魔法的技能，使得在戰鬥中更順利，但要時時注意自己的血量，可別一個不小心會很快被打趴回城的喔！

#### 一轉職業
- 鍊金術師：「鍊金術師」善於製造各種藥劑，有可以攻擊敵人的毒藥、火藥，還有可以改變自己或同伴外型的變身藥水及可以增加能力值的輔助藥水等，有些藥水還可以交易給別的玩家使用，使用各種藥劑來攻擊敵人使用，當真是送禮自用兩相宜的職業，平常被別的職業當垃圾的一些收集品，鍊金術師也可以透過技能把這些收集品分解成藥水的材料，是個輔助及攻擊都相當好用的職業喔！
- 咒術師：在俊美的外表下修煉一身強大的闇黑魔法，可以用來詛咒敵人、製造混亂或是降低敵人的作戰能力等，不同於鍊金術師可以用藥水改變同伴外型，咒術師也有變身技，但卻是把敵人變成不能攻擊的小動物，癱瘓敵人的作戰能力，還有魅惑技能可以用來魅惑敵方的心靈，在短暫的時間內成為我方的伙伴，再加上詠夜本身的吸血及攻擊技能，讓咒術師成為令對手頭痛不已，不敢小覷的傢伙。

#### 二轉職業
- 魔導匠：魔導匠是一群身懷絕技的煞星，一群不甘於只有製作藥水的鍊金術師，他們轉而深入研究魔導器具的製作，魔法加上科學造就了這群鍊金術師成為魔導匠，他們製作的魔導器具中，有威力驚人的元素砲台，會將接近的敵人轟回老家去；有傷人於無形的陷阱，讓誤觸的敵人和隊友非死即傷；還有可以散佈範圍能力的結界，可用於回復隊友生命力或是降低對手敵方的精神力。除了製作魔導器具，別忘了他們也是優秀的鍊金術師，他們深研黑魔法後製作出禁忌藥水，可以在短時間內變成力大無窮的戰士，但效用過後卻會有無比虛弱的副作用！
- 暗影祭司：暗影祭司渾身透著一股邪氣，繼承由咒術師傳承而來對於闇黑魔法的渴望，暗影祭司可以發出比咒術師更為強大且致命的詛咒，他們擅長的不只攻擊敵人的身體，還有奪去敵人的心智，使人發狂、迷失、恐懼！他們灑下闇影的結界，使被籠罩在結界中的敵人即便開口也無法吟唱，完全失去使用魔法的能力；也可以用巫術使敵人僵如硬岩，身體根本不能活動；或是讓極度的恐懼降臨敵方，促使敵人喪失心智、發狂失控。除了身為詠夜族所具有的盜血能力，暗影祭司更可以盜取敵方的魔力，遇上暗影祭司，盡可能在還能保持神智前先向神禱告吧！
- 煉獄使者：煉獄使者是來自幽暗世界的魔法劍客，右手握著利於刺擊的西洋劍，左手握著刁鑽難防的護身刃，在華麗的雙刃攻擊下攻速其快無比，他們驅使附與黑暗魔力西洋劍飛繞於身體周遭，利刃將劃破近身的敵人，他們攻擊的同時也施展闇黑系魔法，敵人雖然有可能擋住他們的利劍，卻無法阻止生命力的流失。煉獄使者召喚來自地獄的亡靈戰士，他們是沒有靈魂的傀儡，只聽命於召喚他們的主人並消滅眼前的一切具有氣息的生命體，煉獄使者一般都是個別行動，他們善於單打獨鬥，是黑暗中的孤獨王者！

### 海族

#### 初始職業
- 海盜：海盜是海族一開始的基本職業，雖然一開始就可以使用拳刃或弩箭，但是因為珍貴的技能點數有限，建議在一開始就規劃好轉職方向，喜歡高攻速痛快殺敵的可以往刺客方向努力，喜歡遠距制敵的往弩箭手方向投點，刺客所能施放的技能大多要搭配拳套，而弩箭手技能都需要裝備弩箭才可施放，所以別點錯技能囉！

#### 一轉職業
- 刺客：刺客的專屬武器是拳刃，單體傷害輸出強大，技能之中有做為連續技用的特殊技能，必需在有前置技能的情況下才能施放更強力的後續技能。連續技的使用方法是當第1招技能施放下去後，在人物身上會有該技能的有效讀秒，在秒數內都能施放後續的連續技，也就是第2招，之後才能放第3招，只要在第2招的有效讀秒內，要放幾次第3招雖不成問題。但別忘了，技能是有冷卻時間的，所以拿捏技能的搭配還有冷卻時間，才能有效的製造出高傷害輸出。除此之外，刺客可以製作造成各種負面狀態的藥水，藉由毒藥來弱化敵人，而材料都必需利用「掠奪」技能來取得，是近身作戰的高手，也是PVP的強悍職業。
- 弩箭手：弩箭手是這世界上唯一可以使用遠距離物理攻擊的職業，他們擅長使用弩做為武器，並將海盜暴擊高的特性發展地淋漓盡致，他們不需要靠近敵人也能夠發射出致敵人於死地的箭矢，還可以召喚出水元素精靈來幫助戰鬥，是非常難纏的角色。

#### 二轉職業
- 修羅：除了承襲刺客時的強悍單體作戰能力以外，修羅可習得範圍技，在面對多數敵人時仍然可輕鬆應對。
- 暗殺者：承襲了刺客的強悍近身攻擊能力以外，單體攻擊能力再提升，而且更具有強大的控場技能可束縛敵人。而當攻擊臨身之際，卻又能消失於虛無之中。
- 狙擊手：同為弩箭手進階版的狙擊手，是徹底貫徹「攻擊是最好防守」法則的硬漢，他們放棄自身的移動速度來換取強大而短暫的傷害力，弩箭的射程距離更遠，並且有無視防禦的技能，強大的火力讓敵人還沒注意時就已經因為被偷襲而瀕臨死亡。狙擊手相信自己手中的弩，並將一切託付給武器，不惜用生命來換取一次攻擊敵人的機會。
- 遊俠：遊俠天生具有放蕩不羈的性格，四處遊歷的結果，造就他們磨練出高超的實戰技巧，能夠先發制人的使出瞬發技冰凍敵人，使敵人無法行動，也有令人頭痛的擾敵技，使敵人命中率降低，讓人既動不了又打不到，只能任他們宰割；除此之外，他們對弩箭手系統原本就可操控的水元素精靈研究的更深入，進而能夠召喚出寒冰精靈，並且能驅使水元素精靈幫他們療傷，是個進可攻退可守的狠角色。

## 海外代理

### 香港
「GameCyber Technology Limited」於宣佈2009年4月宣佈取得《81Keys》香港及澳門的獨家營運權。經兩年的短暫時光後，「GameCyber Technology Limited」於2011年6月宣佈終止營運並已於2011年7月29日關閉伺服器及官方網站。

### 中國大陸
遊戲營運終止。

### 日本
2012年1月26日(木) 15：00 日本版正式サービス終了

### 印度尼西亞
遊戲營運終止。

### 土耳其
遊戲營運終止。

## 外部連結
- （繁體中文）香港命運之鑰官方網站（页面存档备份，存于）